# La Double Incarnation de William Sheep
Pour plus de détails, voir Fiche technique et Distribution.
La Double Incarnation de William Sheep est un film muet français réalisé par Georges-André Lacroix, sorti en 1913.

## Fiche technique
- Titre français :  La Double Incarnation de William Sheep
- Titre original :  L'Incarnation de William Sheep
- Réalisation : Georges-André Lacroix
- Production : Georges-André Lacroix
- Société :  Société des Etablissements L. Gaumont
- Pays : France
- Format : Noir et blanc teinté — film muet
- Métrage : 315 m
- Genre : Court métrage
- Date de sortie : 
  -  France - 12 septembre 1913

Sources : Citwf, IMDb

## Distribution
- Acteurs non identifiés.